# Jordi Regel
Jordi Regel  est un artiste allemand. 
Jordi Regel, né en 1973 à Berlin, a dessiné la pièce allemande de collection de 10 euro 2002 à l'occasion du 50e anniversaire de la television allemande et la pièce allemande de collection de 10 euro 2004 à l'occasion du 250e anniversaire de la naissance de Wolfgang Amadeus Mozart.